# متیو رابینسون
متیو رابینسون (انگلیسی: Matthew Robinson؛ زادهٔ ۲۷ ژوئیهٔ ۱۹۴۴) کارگردان تلویزیونی و تهیه‌کننده تلویزیونی اهل بریتانیا است. وی از سال ۱۹۶۶ میلادی تاکنون مشغول فعالیت بوده‌است.
از فیلم‌ها یا مجموعه‌های تلویزیونی که وی در آن‌ها نقش داشته‌است، می‌توان به نمایش امروز، سایه طناب دار، دکتر هو، خیابان کورونیشن و ایست‌اندرز اشاره نمود.